# Bulimulidae
Bulimulidae са семейство сухоземни белодробни, средни по размер, южноамерикански коремоноги мекотели от надсемейство Orthalicoidea.

## Разпространение
Видовете от семейството са характерни основно за Еквадор, но се срещат и в съседни южноамерикански страни.

## Класификация
Според последната класификация от 2012 г. в семейството има три подсемейства:
- Bulimulinae Tryon, 1867
- Peltellinae Gray, 1855
- Bostrycinae Breure, 201